# II Liceum Ogólnokształcące im. Mieszka I w Szczecinie
II Liceum Ogólnokształcące im. Mieszka I w Szczecinie, potocznie Pobożniak – jedna z najstarszych polskich placówek oświatowych w województwie zachodniopomorskim, założona w 1946. W 2020 zajęła 2. miejsce w rankingu liceów ogólnokształcących w województwie zachodniopomorskim i 44. miejsce w rankingu liceów ogólnokształcących w Polsce. 
Szkoła prowadzi oddziały realizujące program Matury Międzynarodowej. Numer szkoły w programie IB to 003885.

## Budynek liceum
Tereny na których powstała szkoła od XVIII wieku były częścią należącego do fortyfikacji miejskich Fortu Leopolda. W 1899 zniesiono twierdzę szczecińską, utrudniającą rozwój miasta, a Fort Leopolda zburzono. W latach 1902–1921 z inicjatywy nadburmistrza Szczecina Hermanna Hakena i dzięki jego następcy Freidrichowi Ackermanowi, zagospodarowano teren zburzonego fortu i włączono go w obręb miasta – zbudowano tu kompleks budynków publicznych i tarasów widokowych, które zaprojektował Wilhelm Meyer-Schwartau. W 1915 na jednym z planów budowy Wałów Chrobrego zaznaczono zaprojektowany przez berlińskiego architekta Blanckego budynek, który obecnie jest gmachem II Liceum Ogólnokształcącego. 
Poprzez swoją klasycystyczną formę miał nawiązywać do humanistycznego kierunku ówcześnie mieszczącego się w nim gimnazjum. W portalu umieszczono sześć kolumn stylizowanych na styl dorycki, a na dziedzińcu płaskorzeźby przedstawiające zawodników uprawiających pięciobój. Budynek, przeznaczony na 600 uczniów, był funkcjonalny, znajdowała się w nim duża aula i sala gimnastyczna oraz pracownie przedmiotowe.
Nauka w dzisiejszym budynku szkoły rozpoczęła się w 1916 roku, w wyniku przepełnienia Gimnazjum Mariackiego istniejącego wcześniej przy ulicy Farnej (dzisiejsze IX Liceum Ogólnokształcące im. Bohaterów Monte Cassino w Szczecinie).

## Historia
II Liceum Ogólnokształcące (wtedy II Gimnazjum i Liceum Męskie) powstało 3 września 1946 z inicjatywy Janiny Szczerskiej, dyrektorki I Liceum Ogólnokształcącego i przeciwniczki koedukacji. Doprowadziła do tego, że I Liceum zajęło się edukacją wyłącznie dziewcząt, a II Liceum edukacją chłopców. 
W latach 1951–1960 dyrektorem szkoły był Henryk Kański. Podczas jego kadencji w roku szkolnym 1955/56 w szkole wprowadzono koedukację. W 1957 roku aby pomieścić coraz liczniejsze roczniki młodzieży przebudowano pomieszczenia dawnej biblioteki niemieckiej, zyskując siedem nowych sal lekcyjnych. W roku szkolnym 1957/58 szkoła otrzymała imię Mieszka I, wybór patrona miał symbolizować powrót Pomorza Zachodniego do Polski. Przed nadaniem jej imienia przyjęło się jednak, że uczniowie i mieszkańcy miasta nazywali szkołę Pobożniakiem, od nazwy ulicy Henryka Pobożnego, przy której znajduje się jej budynek.
W latach 80. w szkole zaczęły działać koła zainteresowań, m.in. Koło Miłośników Melpomeny, które skupiało osoby zainteresowane teatrem, organizowało inscenizacje i uczyło pisania recenzji. W 1985 do budynku Dwójki wprowadziło się Technikum Chemiczne wraz ze swoimi uczniami i kadrą pedagogiczną, jednak szkołę zlikwidowano w 1995 ze względu na brak zainteresowania młodzieży.
W 1993 powołano do życia Towarzystwo Przyjaciół Szkoły, z którego inicjatywy w budynku szkoły utworzone zostało Niepubliczne Liceum dla Pracujących, stanowiące jedno ze źródeł finansowania szkoły. Przeprowadzono dzięki temu remonty budynku oraz zakupiono środki techniczne dla sal lekcyjnych. Część funduszy Towarzystwa Przyjaciół Szkoły posłużyła również jako stypendia i nagrody dla uzdolnionych uczniów, o których przyznaniu decydowała Komisja Koordynująca Pracę z Uczniem Uzdolnionym i Twórczym. W 2015 Towarzystwo Przyjaciół Szkoły zostało zastąpione przez stowarzyszenie Towarzystwo Przyjaciół II Liceum Ogólnokształcącego w Szczecinie. 
W szkole odbywają się konkursy i imprezy, spośród których najważniejszymi są Wielki Przegląd Małych Form Teatralnych oraz konferencja Szczecin Model United Nations (StetiMUN), czyli modelowe obrady ONZ, która w 2018 roku otrzymała nagrodę za najlepszą małą konferencję MUN na świecie, a w 2019 za najlepszą średnią konferencję MUN na świecie, według portalu MyMUN. Organizowane są także konkursy dla szkół podstawowych i ponadpodstawowych z województwa zachodniopomorskiego m.in. Konkurs Piosenki Turystycznej i Poezji Śpiewanej „Na szlaku poezji..”.
7 kwietnia 2010 r. szkole zostało przyznane świadectwo autoryzacji IBO, które umożliwiło utworzenie oddziałów realizujących program matury międzynarodowej (IB DP). W roku szkolnym 2010/2011 otworzono dwa nowe oddziały: pre-IB oraz IB. W czerwcu 2019 roku szkoła otrzymała status szkoły kandydującej do oferowania programu International Baccalaureate Middle Years Programme (IB MYP), który w związku ze zmianą struktury szkolnictwa w Polsce, zastąpił oddział pre-IB.  

## Lista dyrektorów szkoły[8]
| Lp. | Lata        | Dyrektor                        | Zastępcy |
| --- | ----------- | ------------------------------- | --- |
| 1.  | 1946 – 1948 | dr Franciszek Białous           | |
| 2.  | 1948 – 1949 | mgr Paweł Borysławski           | |
| 3.  | 1949 – 1951 | mgr Maria Wołczak               | - mgr Feliks Górka - mgr Irena Okuń |
| 4.  | 1951 – 1960 | mgr Henryk Kański               | - mgr Stanisław Ormowski - mgr Józef Pluciński - mgr Izabela Tkaczyk                                                                                   |
| 5.  | 1960 – 1962 | mgr Kazimierz Wyrzykowski       | - mgr Eugeniusz Siudziński - mgr Izabela Tkaczyk |
| 6.  | 1962 – 1972 | mgr Eugeniusz Siudziński        | - mgr Ewa Dopierała - mgr Irena Thiele |
| 7.  | 1972 – 1986 | mgr Edmund Fitas                | - mgr Antoni Kot - mgr Alicja Krzyszczuk-Piekarska - mgr Wanda Robaczewska - mgr Irena Thiele - mgr Mieczysław Wilkowski - mgr Irena Wrzosek-Perłowska |
| 8.  | 1986 – 1990 | mgr Alicja Krzyszczuk-Piekarska | - mgr Renata Koczorowska-Pyszkowska - mgr Irena Wrzosek-Perłowska                                                                                      |
| 9.  | 1990 – 1992 | mgr Antoni Widecki              | - mgr Renata Koczorowska-Pyszkowska - mgr Irena Wrzosek-Perłowska                                                                                      |
| 10. | 1992 – 2003 | mgr Wanda Zarzycka              | - mgr Renata Plińska - mgr Irena Wrzosek-Perłowska |
| 11. | 2003 – 2008 | mgr Mirosława Kabacińska        | - mgr Ewa Ciesielska - mgr Magdalena Guz - mgr Renata Plińska - mgr Marcin Żurek                                                                       |
| 12. | od 2008     | mgr Jolanta Jastrzębska         | - mgr Ewa Ciesielska (do 2011 roku) - mgr Marcin Żurek - mgr Danuta Tondryk (od 2011 roku) - mgr Artur Stróżyński (od 2020 roku)                       |

## Znani absolwenci szkoły
- Stefan Berczyński – rektor Politechniki Szczecińskiej (1993-1999)[16]
- Ewa Białous – poetka, fizyk i naukowiec[17]
- Grażyna Brodzińska – śpiewaczka operetkowa, aktorka[16]
- Tomasz Grodzki – chirurg, senator IX i X kadencji, marszałek Senatu RP X kadencji[18]
- Brygida Helbig – literaturoznawczyni, pisarka[19]
- Daniel Jędraszko – kajakarz, medalista olimpijski[20]
- Magdalena Kochan – muzyk, nauczycielka, posłanka na Sejm RP V, VI, VII i VIII kadencji, senatorka X kadencji[16]
- Robert Krupowicz – były wojewoda zachodniopomorski, burmistrz Goleniowa[21]
- Janusz Krzymiński – poeta[22]
- Włodzimierz Łyczywek – prawnik, senator VI kadencji[16]
- Marcin Macuk – były basista zespołu Hey[23]
- Arkadiusz Marchewka – ekonomista, poseł na Sejm RP VIII i IX kadencji[16]
- Mirosława Masłowska – lekarka, posłanka na Sejm RP V i VI kadencji[21]
- Włodzimierz Odojewski – pisarz[24]
- Angelika Ogryzek – Miss Polski 2011, Miss Pomorza Zachodniego 2011[25]
- Aleksandra Przegalińska – badaczka sztucznej inteligencji[26]
- Elżbieta Romero – posłanka na Sejm RP IV kadencji[27]
- Paweł Soloch – były szef Biura Bezpieczeństwa Narodowego[16]
- Marcin Szczygielski – pisarz[22]

## Profil szkoły
Liceum prowadzi klasy:
- biotechnologiczną – przedmioty realizowane w zakresie rozszerzonym: biologia i chemia oraz jeden z podanych: język niemiecki, fizyka, matematyka lub informatyka.

- językowo-matematyczną – przedmioty realizowane w zakresie rozszerzonym: język angielski, język niemiecki, matematyka.

- humanistyczno-społeczną – przedmioty realizowane w zakresie rozszerzonym: język polski, język angielski, historia

- społeczno-prawną – przedmioty realizowane w zakresie rozszerzonym: historia, wiedza o społeczeństwie, geografia

- matematyczno-fizyczną – przedmioty realizowane w zakresie rozszerzonym: matematyka i fizyka oraz jeden z podanych: język niemiecki, biologia lub informatyka

- matematyczno-chemiczną – przedmioty realizowane w zakresie rozszerzonym: matematyka i chemia oraz jeden z podanych: język niemiecki, biologia, fizyka lub informatyka.

- biologiczno-chemiczną – przedmioty realizowane w zakresie rozszerzonym: biologia i chemia oraz jeden z podanych: język niemiecki, fizyka, matematyka lub informatyka.

- IB – w klasach 1 i 2 uczniowie realizują program IB MYP, w klasach 3 i 4 program matury międzynarodowej IB DP.

Szkoła utrzymuje kontakt ze szczecińskimi uczelniami wyższymi, z którymi ma podpisane umowy patronackie (ZUT, US).